# سی‌اس‌اس ویرجینیا
سی‌اس‌اس ویرجینیا (به انگلیسی: CSS Virginia) یک کشتی جنگی از نوع آیرونکلاد بود که طول آن ۲۷۵ فوت (۸۳٫۸ متر) می‌باشد.